# Противоугонная система
Противоу́гонная систе́ма — комплекс технических средств, устанавливаемых на транспортные средства (преимущественно автомобили), для предотвращения их угона и другого несанкционированного использования.
Противоугонные системы подразделяют на информирующие, следящие, блокирующие и противодействующие.

## Информирующие противоугонные системы
Информирующие противоугонные системы (автосигнализации) предназначены для информирования владельца, правоохранительных органов или других лиц о факте несанкционированного проникновения в транспортное средства и попытках его угона.
По способу передачи информационного сигнала различают:
- акустические — информирующие только с использованием акустических излучателей (сирен), установленных на транспортном средстве;
- радио — информирующие с помощью передачи радиосигналов на оконечное устройство, находящееся у владельца;
- комбинированные — включающие оба вида оповещения.

## Следящие противоугонные системы (поисковые системы)
Следящие противоугонные системы информируют владельца (правоохранительные органы) через диспетчерский центр (ДЦ) о маршруте несанкционированного перемещения транспортного средства с использованием систем навигации и оповещения по радиоканалу.

## Блокирующие противоугонные системы (иммобилайзеры)
Блокирующие противоугонные системы делают невозможным запуск двигателя транспортного средства, переключение передач, блокируют рулевое управление или тормоза.

### Различные виды иммобилайзеров (контактные и бесконтактные)
В комплект иммобилайзера входит блок, блокирующий двигатель, и метка, которая этим блоком считывается. Формы метки разные: карточки, таблетки, лепесточки и т.д. 
Для того, чтобы завести авто, метку необходимо либо приложить к считывателю иммобилайзера, либо вставить в считыватель иммобилайзера (контактные иммобилайзеры) или внести в зону приема иммобилайзера от 30-40 сантиметров до 15 метров (бесконтактные иммобилайзеры).

### Блокирование пуска двигателя
Блокирование пуска двигателя осуществляется тремя способами:
- нарушением нормального прохождения сигналов управления в проводке электрооборудования с помощью реле, управляемых противоугонной системой[2];
- блокированием работы программного обеспечения контроллера системы впрыска топлива (при этом контроллер также является частью противоугонной системы);
- нарушением нормального режима подачи топлива в двигатель, с помощью клапанов, управляемых противоугонной системой.

### Блокирование переключения передач
Блокирование переключения передач осуществляется с помощью механизмов, делающих невозможным перемещение рычага переключения передач. Привод блокирующих механизмов может быть электрическим или механическим (с помощью замка и ключа)

### Блокирование рулевого управления
Рулевое управление блокируется с помощью замка, делающего в закрытом состоянии невозможным вращение рулевого вала. В качестве бюджетного варианта — разнообразные конструкции (обычно в виде кочерги), крепящиеся к рулю и мешающие управлению им.

### Блокирование тормозной системы
Тормозная система блокируется с помощью замка. Противоугонная система представляет собой механический клапан, который пропускает тормозную жидкость к колодкам, за счет чего торможение происходит в штатном режиме, т.е. пропорционально нажатию на педаль тормоза, но обратно тормозную жидкость уже не выпускает. Таким образом, стоит перевести систему в положение охраны, и после первого торможения все колеса автомобиля будут заблокированы.

## Противодействующие противоугонные системы
Противодействующие противоугонные системы предназначены для прямого физического воздействия на лицо, совершающее попытку угона транспортного средства.
Физическое воздействие может осуществляться посредством электрошока, применения перцового аэрозоля или слезоточивого газа, применения ярких пульсирующих источников света или источников громкого звука.
Современные противоугонные системы часто объединяют в себе различные функции.